# 波托馬克 (蒙大拿州)
波托馬克（英語：Potomac）是位於美國蒙大拿州米蘇拉縣的普查規定居民點。

## 歷史
波托馬克的郵局自1884年營運至今。

## 人口
根據2020年美國人口普查的數據，波托馬克的面積為0.71平方千米，皆為陸地。當地共有人口26人，而人口密度為每平方千米36.62人。